# Улица страха. Часть 3: 1666
«Улица страха. Часть 3: 1666» (англ. Fear Street Part Three: 1666) — американский фильм ужасов о сверхъестественном режиссёра Ли Джаньяк, основанный на одноимённой серии книг Р. Л. Стайна, третья и заключительная часть трилогии «Улица страха». Главная героиня попадает в 1666 год, во времена охоты на ведьм, тогда как её товарищи вынуждены бороться за выживание в 1994 году. В картине сыграли Киана Мадейра, Элизабет Скопель, Бенджамин Флорес-младший, Рэнди Хейвенс, Джулия Ревальд, Мэттью Зук, Фред Хехингер, Майкл Чандлер, Сэди Синк, Эмили Радд, Оливия Скотт Уэлч, Эшли Цукерман. Релиз состоялся на Netflix 16 июля 2021 года.

## Сюжет
После воссоединения отрубленной руки Сары Фир с остальными частями её тела у Дины появляется видение, показывающее с точки зрения Сары события 1666 года. Эта героиня живёт со своим отцом Джорджем и братом Генри в Юнионе. На неё и её подругу Ханну падают подозрения в колдовстве, обеих девушек судят и казнят. Параллельно развивается сюжетная линия, события которой происходят в 1994 году. Дина понимает, что семья Гуд несёт ответственность за проклятие Шейдисайда, и решает вместе с Джошем и Зигги убить шерифа Ника Гуда, чтобы покончить с проклятием. Героям это удаётся, жизнь жителей Шейдисайда действительно улучшается.

## В ролях
| Актёр               | Роль                           |
| ------------------- | ------------------------------ |
| Киана Мадейра       | Сара Фир / Дина                |
| Эшли Цукерман       | Соломон Гуд / Ник Гуд          |
| Гиллиан Джейкобс    | взрослая Зигги Берман          |
| Оливия Уэлш         | Ханна Миллер / Саманта Фрайзер |
| Бенжамин Флорес     | Генри / Джош                   |
| Даррел Бритт-Гибсон | Мартин                         |
| Сэди Синк           | Констанс / Зигги Берман        |
| Эмили Радд          | Эбигейл / Синди Берман         |
| Маккейб Слай        | Томас                          |
| Джулия Ревальд      | Лиззи / Кейт                   |
| Фред Хехингер       | Исаак / Саймон                 |
| Джордана Спиро      | Вдова / миссис Лейн            |
| Джереми Форд        | Калеб                          |
| Элизабет Скопель    | «настоящая» Сара Фир           |
| Майкл Чандлер       | пастор Сайрус Миллер           |
| Лэси Кэмп           | Грейс Миллер                   |
| Рэндолл П. Хевенс   | Джордж Фир                     |
| Мэттью Зук          | Элайджа Гуд / мэр Уилл Гуд     |
| Марк Эшворт         | Джейкоб Берман                 |
| Шарлин Амойя        | Бет Кимбалл                    |
| Тодд Аллен Дуркин   | Офицер Капински                |
| Тед Сазерленд       | Ник Гуд в молодости            |
| Райан Симпкинс      | Элис                           |
| Джордин ДиНаталь    | Руби Лэйн                      |
| Эмили Бробст        | Билли Баркер                   |
| Ной Бэйн Гаррет     | Маска Череп                    |
| Ллойд Питтс         | Найтвинг Томми Слейтер         |
| Кейль Окли Цеперник | мошенник Исаак Милтон          |
| Кевин Ватерман      | молочник Гарри Рукер           |

## Создание и релиз
9 октября 2015 года стало известно, что компании 20th Century Fox и Chernin Entertainment работают над фильмами по мотивам книжной серии Р. Л. Стайна «Улица страха». Сценаристами первой и третьей частей стали Кайл Киллен и Силка Лусия. В июле 2017 года Ли Джаньяк стала режиссёром проекта. Планировалось создать трилогию, действие которой разворачивается в разные периоды времени, и выпускать фильмы с интервалом в месяц. В апреле 2019 года роли в проекте получили Джиллиан Джейкобс, Сэди Синк, Эмили Радд и Маккейб Слай. Съёмки проходили в Джорджии.
Трилогия должна была выйти в театральный прокат летом 2020 года, но релиз пришлось отложить из-за пандемии COVID-19. В апреле 2020 года Chernin Entertainment расторгла дистрибьюторский контракт со студией 20th Century Studios, к августу права на распространение трилогии купил Netflix. Премьера третьей части состоялась в Государственном историческом парке Лос-Анджелеса 14 июля 2021 года, через два дня картина вышла на Netflix.

## Оценки
На сайте-агрегаторе отзывов Rotten Tomatoes фильм получил рейтинг 89 % со средней оценкой 7,3 из 10. Рецензенты с этого ресурса пишет о «пронзительно высокой ноте», на которой завершается трилогия. На сайте Metacritic картина получила 68 баллов из 100, что указывает на «в целом положительные отзывы».
Наталья Винкельман (New York Times) написала в своей рецензии, что в заключительной части трилогии «не так много интересного», хотя режиссёр пытался воссоздать мажорные интонации первых двух частей. Кларисса Лоури из The Independent оценила фильм на 3 балла из 5, назвав его самым слабым в трилогии, но всё же снятым на довольно высоком уровне. Дональд Кларк (The Irish Times) констатировал: «Хотя решение о том, чтобы пуританские поселенцы говорили с ужасным ирландским акцентом, противоречит здравому смыслу, заключительная часть сводит некоторые концы с концами».".
Ник Аллен из RogerEbert.com поставил фильму 3 звезды из 4, назвав его «триумфальным финалом». Бенджамин Ли из The Guardian поставил 4 звезды из 5 со словами: «Джаниак нашла способ вдохнуть новую жизнь в старый материал…, а перспектива расширенной вселенной теперь кажется не столько проклятием, сколько благословением». Ловия Гьярке из The Hollywood Reporter охарактеризовала фильм как растянутый и поверхностный, не реализовавший огромный потенциал предыдущих частей трилогии. Инку Кан (The Washington Post) сочла, что «финальные сцены трилогии, которые возвращают действие в 1994 год, больше напоминают повторение „Один дома“». Обозреватель «Газеты.ру» характеризует «1666» как фильм «уютный и обаятельный», несмотря на прямолинейность сюжета.